# Jリーグカップ/コパ・スダメリカーナ王者決定戦
Jリーグカップ/コパ・スダメリカーナ王者決定戦は、2008年から2019年まで開催されていた、Jリーグカップ（JリーグYBCルヴァンカップ）と、コパ・スダメリカーナ（CONMEBOLスダメリカーナ）の優勝チーム同士が対戦するサッカーの国際大会（カップウィナーズカップ）。正式名称は「JリーグYBCルヴァンカップ/CONMEBOLスダメリカーナ王者決定戦」 。
2018年大会まではスルガ銀行がプレゼンティングスポンサーとなり、「スルガ銀行チャンピオンシップ」（葡: Copa Suruga Bank、西: Copa Suruga Bank）の名称を用いていた。

## 概要
日本のリーグカップ戦であるJリーグYBCルヴァンカップ（2015年までは「Jリーグヤマザキナビスコカップ」）と、南米サッカー連盟（CONMEBOL）主催の国際大会コパ・スダメリカーナのそれぞれの優勝クラブが対戦する。なお、開催時期はJ1リーグの中断期間中の7～8月である。
2008年大会より4年間は日本で開催され、2013年大会から2015年大会までの日本開催も日本サッカー協会（JFA）とCONMEBOLの間で合意している。なお、それ以降も日本での開催が続いている。
JFA専務理事（当時）の田嶋幸三によれば、試合会場にはヤマザキナビスコカップ優勝クラブの近隣にある世界的なスタジアムが使用されるという。しかし2014年大会では客席の少ない日立柏サッカー場が使用され、2015年大会には2008年大会に使用が避けられた万博記念競技場が使用された。
優勝チームには賞金が3,000万円、準優勝チームには賞金が1,000万円がそれぞれ与えられる（2009年大会時点）。2008年から12年間にわたって実施されてきたが、2020年と2021年の大会は東京オリンピック開催時期と重複することを考慮し、開催が見送られている。さらに2022年以降の大会も非開催となっている。

## 主催者
- 主催：公益財団法人日本サッカー協会 / 南米サッカー連盟 / 公益社団法人日本プロサッカーリーグ[8]
- 主管：開催地の都道府県サッカー協会[8]
- 協賛：日本からの出場チームのスポンサーやサプライヤー[注釈 2]

## 結果
| 回 | 開催年 | Jリーグカップ優勝 | 結果               | コパ・スダメリカーナ優勝 | 会場                                 | 入場者数 |
| -- | ------ | ----------------- | ------------------ | ------------------------ | ------------------------------------ | -------- |
| 1  | 2008年 | ガンバ大阪        | 0 - 1              | アルセナル               | 大阪長居スタジアム（大阪）           | 19,278人 |
| 2  | 2009年 | 大分トリニータ    | 1 - 2              | インテルナシオナル       | 九州石油ドーム（大分）               | 16,505人 |
| 3  | 2010年 | FC東京            | 2 - 2 （PK 4 - 3） | LDUキト                  | 国立競技場（東京）                   | 19,423人 |
| 4  | 2011年 | ジュビロ磐田      | 2 - 2 （PK 4 - 2） | インデペンディエンテ     | エコパスタジアム（袋井）             | 19,034人 |
| 5  | 2012年 | 鹿島アントラーズ  | 2 - 2 （PK 7 - 6） | ウニベルシダ・デ・チレ   | 県立カシマサッカースタジアム（鹿嶋） | 20,021人 |
| 6  | 2013年 | 鹿島アントラーズ  | 3 - 2              | サンパウロ               | 県立カシマサッカースタジアム（鹿嶋） | 26,202人 |
| 7  | 2014年 | 柏レイソル        | 2 - 1              | ラヌース                 | 日立柏サッカー場（柏）               | 10,140人 |
| 8  | 2015年 | ガンバ大阪        | 0 - 3              | リーベル・プレート       | 万博記念競技場（吹田）               | 12,722人 |
| 9  | 2016年 | 鹿島アントラーズ  | 0 - 1              | サンタフェ               | 県立カシマサッカースタジアム（鹿嶋） | 19,716人 |
| 10 | 2017年 | 浦和レッズ        | 1 - 0              | シャペコエンセ           | 埼玉スタジアム（さいたま）           | 11,002人 |
| 11 | 2018年 | セレッソ大阪      | 0 - 1              | インデペンディエンテ     | ヤンマースタジアム長居（大阪）       | 10,035人 |
| 12 | 2019年 | 湘南ベルマーレ    | 0 - 4              | アトレチコ・パラナエンセ | Shonan BMW スタジアム平塚（平塚）    | 9,129人  |

## 統計

### クラブ別成績
| クラブ名                 | 優 | 準 | 優勝年度  | 準優勝年度 |
| ------------------------ | -- | -- | --------- | ---------- |
| 鹿島アントラーズ         | 2  | 1  | 2012,2013 | 2016       |
| インデペンディエンテ     | 1  | 1  | 2018      | 2011       |
| アルセナル               | 1  | 0  | 2008      |            |
| インテルナシオナル       | 1  | 0  | 2009      |            |
| FC東京                   | 1  | 0  | 2010      |            |
| ジュビロ磐田             | 1  | 0  | 2011      |            |
| 柏レイソル               | 1  | 0  | 2014      |            |
| リーベル・プレート       | 1  | 0  | 2015      |            |
| サンタフェ               | 1  | 0  | 2016      |            |
| 浦和レッズ               | 1  | 0  | 2017      |            |
| アトレチコ・パラナエンセ | 1  | 0  | 2019      |            |
| ガンバ大阪               | 0  | 2  |           | 2008,2015  |
| 大分トリニータ           | 0  | 1  |           | 2009       |
| LDUキト                  | 0  | 1  |           | 2010       |
| ウニベルシダ・デ・チレ   | 0  | 1  |           | 2012       |
| サンパウロ               | 0  | 1  |           | 2013       |
| ラヌース                 | 0  | 1  |           | 2014       |
| シャペコエンセ           | 0  | 1  |           | 2017       |
| セレッソ大阪             | 0  | 1  |           | 2018       |
| 湘南ベルマーレ           | 0  | 1  |           | 2019       |

### クラブ所在国別成績
| 国・地域名   | 優 | 準 |
| ------------ | -- | -- |
| 日本         | 6  | 6  |
| アルゼンチン | 3  | 2  |
| ブラジル     | 2  | 2  |
| コロンビア   | 1  | 0  |
| エクアドル   | 0  | 1  |
| チリ         | 0  | 1  |

### 出場権別成績
| 出場権                         | 優 | 準 |
| ------------------------------ | -- | -- |
| Jリーグカップ優勝クラブ        | 6  | 6  |
| コパ・スダメリカーナ優勝クラブ | 6  | 6  |